# 메트로 세부

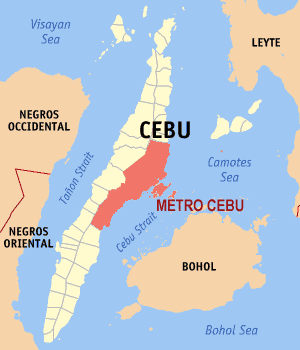
메트로 세부

메트로 세부(세부아노어: Kaulohang Sugbo; 영어: Metro Cebu)는 필리핀 세부섬의 세부주의 중심 도시이다.
메트로 세부는 세부섬을 비롯 인근 막탄섬을 포함한 필리핀 동부 지역의 중심지이다. 구성은 중앙비사야스 지방의 세부 시를 중심에 두고 그리고 12개의 도시들로 둘러싸여 있다. 메트로 세부는 필리핀에서 메트로 마닐라와 함께 공식적인 광역시이다.

## 주요 행사
- 2004년 대통령 취임식

2004년 6월 30일, 아로요(Gloria Macapagal-Arroyo) 대통령이 필리핀 역사상 처음으로 세부에서 대통령에 취임했다. 취임식은 세부 지방 정부 청사 앞에서 치러졌고, 대통령 선거에서 자신에게 지원을 아끼지 않은 세부 시민들에게 감사의 마음으로 특별히 이루어졌다.
- 2005 동아시안 게임

2005년 메트로 세부를 중심으로 동아시안 게임이 열렸다. 이 대회는 2005년 11월 27일부터 12월 5일까지 세부 종합 운동장(Cebu City Sports Complex), 만다우 체육관(Mandaue Coliseum), 산카를로스 대학교(University of San Carlos) 및 다나오 시(Danao City) 등에서 치러졌다.
- 2006 아세안 정상회의(ASEAN Summit)

제12회 아세안 정상회의(The 12th Summit of the Association of Southeast Asian Nations)가 세부에서 열렸다. 태풍 우토르(Typhoon Utor)때문에 12월 10~14일로 예정되었던 회의는 참가자들의 안전을 고려해 1월로 연기되어 열렸다.

## 같이 보기
- 세부
- 필리핀
- 마닐라 수도권